# 2002 w muzyce
Wydarzenia muzyczne w 2002 roku.

## Wydarzenia
- Założenie zespołu De Łindows

## Urodzili się
- 1 stycznia – Tusse, właśc. Tousin Michael Chiza, kongijsko-szwedzki piosenkarz
- 2 stycznia – Averagekidluke, fiński raper
- 9 stycznia – Black Sherif, ghański piosenkarz, raper i model
- 15 stycznia – Samira, właśc. Samira Gajewski, niemiecka piosenkarka
- 21 stycznia – Elyanna, właśc. Elian Amer Marjiya, palestyńsko-chilijska piosenkarka
- 23 stycznia – Cyrko, właśc. Martyna Cyrko, polska piosenkarka i autorka tekstów
- 25 stycznia – Lil Mosey, amerykański raper, piosenkarz i autor tekstów
- 30 stycznia – Tyla, właśc. Tyla Laura Seethal, południowoafrykańska piosenkarka i autorka tekstów
- 5 lutego – Davis Cleveland, amerykański aktor, raper i piosenkarz
- 11 lutego – Antoon, holenderski piosenkarz, raper, autor tekstów i producent muzyczny
- 21 lutego – bliźniacy Marcus i Martinus Gunnarsenowie, norwescy piosenkarze
- 22 lutego – Enleo, ukraiński piosenkarz i autor tekstów
- 5 marca – Kayla Shyx, właśc. Kaya Loska, niemiecka aktorka, influencerka i piosenkarka
- 6 marca – Pierre Garnier, francuski piosenkarz, autor tekstów i muzyk
- 15 marca – Superstar Pride, amerykański raper i autor tekstów
- 25 marca – Trueno, argentyński raper, piosenkarz i autor tekstów
- 27 marca
  - Ariete, włoska piosenkarka i autorka tekstów
  - Lunax, właśc. Ann-Jacqueline Fischer, niemiecka DJ-ka i producentka muzyczna
- 30 marca – Tur-G, holenderski raper
- 7 kwietnia – Laura Bretan, rumuńsko-amerykańska śpiewaczka operowa
- 16 kwietnia – Dajana Kiriłłowa, rosyjska piosenkarka
- 19 kwietnia – Van Zee, portugalski raper i piosenkarz
- 24 kwietnia
  - Skylar Stecker, amerykańska aktorka i piosenkarka
  - Kuba Szmajkowski, polski piosenkarz i autor tekstów
- 29 kwietnia
  - Alicja Szemplińska, polska piosenkarka
  - Rondodasosa, włoski raper
- 4 maja – Anastasija Petryk, ukraińska piosenkarka
- 7 maja – Snow Wife, amerykańska piosenkarka
- 10 maja – Karin Ann, słowacka piosenkarka i autorka tekstów pochodzenia czeskiego
- 13 maja – Zoe Wees, niemiecka piosenkarka i autorka tekstów
- 14 maja – Mariam Szengelia, gruzińska piosenkarka
- 15 maja – Au/Ra, hiszpańsko-brytyjsko-niemiecka piosenkarka i autorka tekstów
- 16 maja – Theo Evan, właśc. Evangelos Theodorou, cypryjski piosenkarz, autor tekstów, tancerz i aktor
- 28 maja – Natalia Zastępa, polska piosenkarka, autorka tekstów i pianistka
- 30 maja – Natty, właśc. Anatchaya Suputhipong, tajska piosenkarka
- 14 czerwca – Ayra Starr, nigeryjska piosenkarka, autorka tekstów i modelka
- 25 czerwca
  - Benson Boone, amerykański piosenkarz, autor tekstów i multiinstrumentalista
  - Dara Ekimowa, bułgarska piosenkarka
- 3 lipca
  - Loi, niemiecka piosenkarka
  - Jacuś, polski raper, piosenkarz, producent muzyczny, pianista, kompozytor, DJ, reżyser i autor tekstów
- 11 lipca – Dawid Tyszkowski, polski piosenkarz, autor tekstów i kompozytor
- 23 lipca – Lumix, właśc. Luca Michlmayr, austriacko-włoski DJ i producent muzyczny
- 31 lipca – Abi Carter, amerykańska piosenkarka[1]
- 6 sierpnia – Nessa Barrett, amerykańska piosenkarka i autorka tekstów
- 12 sierpnia – Hina Maeda, japońska skrzypaczka
- 18 sierpnia – Klavdia, właśc. Klawdia Papadopulu, grecka piosenkarka
- 26 sierpnia – Lil Tecca, właśc. Tyler-Justin Anthony Sharpe, amerykański raper, piosenkarz i autor tekstów
- 29 sierpnia – Destiny Chukunyere, maltańska piosenkarka
- 5 września
  - Einár, szwedzki raper (zm. 2021)
  - Alessandra Mele, norwesko-włoska piosenkarka i autorka tekstów
  - Alika, estońska piosenkarka pochodzenia rosyjskiego
- 6 września – Asher Angel, amerykański aktor i piosenkarz
- 7 września – Adaam, właśc. Adam Lumbrar Pérez Jakobsson, szwedzki raper
- 8 września – Gaten Matarazzo, amerykański aktor i piosenkarz
- 10 września – Lee Young-ji, południowokoreańska raperka
- 17 września
  - Zena, właśc. Zinaida Alaksandrauna Kupryjanowicz, białoruska piosenkarka, aktorka i prezenterka telewizyjna
  - ArrDee, właśc. Riley Jason Davies, brytyjski raper
- 19 września – Monika Kociołek, polska influencerka, youtuberka, piosenkarka i freak fighterka
- 24 września – Kim Ga-eul, południowokoreańska raperka i piosenkarka, członkini zespołu Ive
- 27 września – Badmómzjay, niemiecka raperka pochodzenia polskiego
- 6 października – Cleopatra Stratan, mołdawsko-rumuńska piosenkarka
- 11 października – Rusina, właśc. Norbert Piotr Rusinek, polski raper i autor tekstów
- 17 października – Lily Morrow, południowokoreańsko-australijska piosenkarka, członkini zespołu Nmixx
- 23 października – Ningning, chińska piosenkarka, członkini zespołu Aespa
- 24 października
  - Ado, japońska piosenkarka
  - Lyn Lapid, właśc. Katelyn Lapid, amerykańska piosenkarka i autorka tekstów pochodzenia filipińskiego
- 25 października – Marstein, właśc. Jo Almaas Marstein, norweski raper
- 27 października – Alessi Rose, właśc. Alessandra Rose Jones, brytyjska piosenkarka i autorka tekstów
- 29 października – Ruel, australijski piosenkarz i autor tekstów
- 1 listopada – NLE Choppa, właśc. Bryson Lashun Potts, amerykański raper, piosenkarz i autor tekstów
- 4 listopada – Pluuto, właśc. Henry Orłow, estoński piosenkarz, raper, autor tekstów i producent muzyczny
- 5 listopada – Jawsh 685, nowozelandzki muzyk i producent muzyczny
- 13 listopada – Milli, właśc. Danupha Khanatheerakul, tajska raperka i piosenkarka
- 19 listopada – Gaia Cauchi, maltańska piosenkarka
- 11 grudnia – Suzi P, szwedzka piosenkarka
- 17 grudnia – Stefania Liberakakis, grecko-holenderska piosenkarka, aktorka i youtuberka
- 18 grudnia – Amy Harvey, japońska piosenkarka, raperka i modelka, członkini zespołu XG
- 23 grudnia – Finn Wolfhard, kanadyjski aktor, piosenkarz, muzyk, scenarzysta i reżyser
- 28 grudnia – Defri Juliant, indonezyjski piosenkarz dangdut
- 30 grudnia – Lina Kudiozović, słoweńska piosenkarka
- 31 grudnia – Casar, niemiecki raper pochodzenia marokańskiego

## Zmarli
- 14 stycznia – Zbigniew Dziewiątkowski, polski wokalista, muzyk, kompozytor i instrumentalista, autor tekstów piosenek do filmów, współtwórca Tercetu Egzotycznego (ur. 1931)
- 17 stycznia – Wojciech Skowroński, polski pianista, wokalista, aranżer, kompozytor (ur. 1941)
- 18 stycznia
  - Marian Lida, polski kompozytor i dyrygent (ur. 1928)
  - Helena Majdaniec, polska wokalistka (ur. 1941)
- 21 stycznia
  - Iwan Karabyć, ukraiński kompozytor, dyrygent, pedagog, Ludowy Artysta Ukrainy (ur. 1945)
  - Peggy Lee, amerykańska piosenkarka i aktorka (ur. 1920)
- 28 stycznia – Andy Kulberg, amerykański basista i flecista, także producent muzyczny (ur. 1944)
- 13 lutego – Waylon Jennings, amerykański piosenkarz i gitarzysta country (ur. 1937)
- 21 lutego – Leon Bator, polski muzyk, organista, profesor Akademii Muzycznej w Gdańsku; wieloletni kierownik Międzynarodowego Festiwalu Muzyki Organowej w Oliwie (ur. 1925)
- 24 lutego – Barbara Muszyńska, polska piosenkarka i śpiewaczka (ur. 1921)
- 26 lutego – Włodzimierz Lwowicz, polski śpiewak operowy (baryton) (ur. 1927)
- 8 marca – Dżansug Kachidze, gruziński dyrygent (ur. 1935)
- 9 marca – Leonard Gershe, amerykański scenarzysta i kompozytor (ur. 1922)
- 10 marca – Shirley Scott, amerykańska organistka i pianistka jazzowa (ur. 1934)
- 20 marca – Andrzej Wróblewski, polski dziennikarz, językoznawca, publicysta, krytyk muzyczny (ur. 1922)
- 22 marca – Rudolf Baumgartner, szwajcarski skrzypek i dyrygent (ur. 1917)
- 23 marca – Eileen Farrell, amerykańska śpiewaczka (sopran) (ur. 1920)
- 26 marca – Randy Castillo, amerykański perkusista rockowy i heavymetalowy (ur. 1950)
- 5 kwietnia – Layne Staley, amerykański wokalista zespołu Alice in Chains (ur. 1967)
- 13 kwietnia – Krzysztof Ostasiuk, polski wokalista rockowy (ur. 1961)
- 25 kwietnia – Lisa „Left Eye” Lopes, amerykańska raperka, członkini zespołu TLC (ur. 1971)
- 3 maja – Jewgienij Swietłanow, rosyjski dyrygent, kompozytor i pianista, Ludowy Artysta ZSRR (ur. 1928)
- 7 maja – Xavier Montsalvatge, hiszpański i kataloński kompozytor oraz krytyk muzyczny (ur. 1912)
- 10 maja – Bogna Sokorska, polska śpiewaczka operowa i operetkowa (sopran koloraturowy liryczny) (ur. 1927)
- 18 maja – Wolfgang Schneiderhan, austriacki skrzypek i pedagog (ur. 1915)
- 24 maja – Umberto Bindi, włoski piosenkarz i kompozytor (ur. 1932)
- 5 czerwca – Dee Dee Ramone, amerykański muzyk punkrockowy, basista zespołu Ramones (ur. 1951)
- 11 czerwca – Zbigniew Podgajny, polski pianista, aranżer i kompozytor (ur. 1933)
- 13 czerwca
  - Edmund Kossowski, polski śpiewak operowy (bas), pedagog (ur. 1920)
  - Ralph Shapey, amerykański kompozytor i dyrygent (ur. 1921)
- 27 czerwca
  - John Entwistle, brytyjski basista znany z grupy The Who (ur. 1944)
  - Alain Vanzo, francuski śpiewak operowy (tenor) (ur. 1928)
- 29 czerwca – Rosemary Clooney, amerykańska piosenkarka i aktorka (ur. 1928)
- 30 czerwca – Stanisław Ptak, polski aktor teatralny i filmowy, śpiewak operetkowy (ur. 1927)
- 2 lipca
  - Earle Brown, amerykański kompozytor muzyki poważnej (ur. 1926)
  - Ray Brown, amerykański kontrabasista jazzowy, kompozytor, producent i menedżer muzyczny (ur. 1926)
  - Jean-Yves Daniel-Lesur, francuski kompozytor (ur. 1908)
- 3 lipca – Łucja Prus, polska piosenkarka (ur. 1942)
- 6 lipca – Michał Sulej, polski kompozytor, pedagog, dyrygent (ur. 1928)
- 14 lipca – Carlos Fariñas, kubański kompozytor (ur. 1934)
- 21 lipca – Lidia Skowron, polska śpiewaczka operowa (sopran liryczny), primadonna bydgoskiej Opery (ur. 1919)
- 14 sierpnia – Dave Williams, amerykański wokalista rockowy (ur. 1972)
- 15 sierpnia – Jerzy Rosner, polski kompozytor, akompaniator (ur. 1909)
- 31 sierpnia – Lionel Hampton, amerykański jazzman, wibrafonista (ur. 1908)
- 7 września – Erma Franklin, amerykańska piosenkarka, wykonawczyni muzyki soul, pop i R&B (ur. 1938)
- 18 września – Margita Stefanović, serbska wokalistka i klawiszowiec jugosłowiańskiego zespołu Ekatarina Velika (ur. 1959)
- 24 września – Tim Rose, amerykański piosenkarz folkowy i kompozytor (ur. 1940)
- 2 października – Tiberiu Olah, rumuński kompozytor (ur. 1928)
- 5 października – Józef Klimanek, polski dyrygent (ur. 1930)
- 14 października – Norbert Schultze, niemiecki kompozytor (ur. 1911)
- 16 października – Alina Bolechowska, polska śpiewaczka operowa (sopran), solistka Teatru Wielkiego – Opery Narodowej, pedagog wokalny (ur. 1924)
- 26 października – Stefan Dymiter, cygański skrzypek-wirtuoz, samouk (ur. 1938)
- 27 października – Tom Dowd, amerykański inżynier dźwięku i producent nagrań (ur. 1925)
- 11 listopada – Yolanda Ostaszewska, polska pedagog, muzyk, skrzypaczka (ur. 1907)
- 20 listopada – Florian Dąbrowski, polski kompozytor, pedagog i działacz muzyczny (ur. 1913)
- 8 grudnia – Czesław Gładkowski, polski kontrabasista, kompozytor i aranżer, publicysta muzyczny i pedagog (ur. 1940)
- 10 grudnia – Zygmunt Herembeszta, polski kompozytor i pedagog (ur. 1934)
- 22 grudnia – Joe Strummer, muzyk brytyjski, członek punkrockowej grupy The Clash (ur. 1952)

## Debiuty
- Polskie
  - Szymon Wydra & Carpe Diem
  - Georgina Tarasiuk
  - Alicja Janosz

- Zagraniczne
  - Avril Lavigne
  - Girls Aloud
  - Groove Coverage
  - Robin Thicke
  - Johnny Alegre Affinity

## Albumy

### polskie
- Acidofilia – Acid Drinkers
- Najlepsze – Atrakcyjny Kazimierz
- The Best of... – Bank
- Beauty Free – Beauty Free
- Zmień z nami płeć – Big Cyc
- Psy i koty – Blade Loki
- Fanaberia – Blue Café
- Mokre oczy – Budka Suflera
- Najpiękniejsze kolędy – Budka Suflera
- The Best Of... – Budka Suflera
- Taniec szkieletów – Tomasz Budzyński
- Pussyworld – Corruption
- Za tych... – Cree
- Nihility – Decapitated
- Szczęśliwych wysp... – DNA
- Pies od Luizy – Dariusz Dusza
- Normalnie szok! – Dzieci z Brodą
- Kariera Nikosia Dyzmy – Elektryczne Gitary
- I odpuść nam nasze winy – Frontside
- Live After Death – Homo Twist
- Tu i Teraz – IRA
- Fiu fiu… – Lech Janerka
- Barefoot – Anna Maria Jopek
- Nienasycenie – Anna Maria Jopek
- Upojenie – Anna Maria Jopek & Pat Metheny
- Mimochodem – Jacek Kaczmarski
- Wyobraźnia – Kapitan Nemo
- Koncert – Kobranocka
- Antidotum – Kasia Kowalska
- Występ – Kazik na Żywo
- Syndrom cywilizacji – Władysław Komendarek
- Live in Waltrop – Krzak
- Ludzie bez twarzy – KSU
- Gusła – Lao Che
- 20 lat – koncert przeżyj to sam – Lombard
- Korova Milky Bar – Myslovitz
- Od początku I – Czesław Niemen
- Epizod II: Rapnastyk – Owal
- Archiwum kinematografii – Paktofonika
- Szminka i krew – Partia
- Muzyka klasyczna – Pezet/Noon
- Koncertówka part 1 – Pidżama Porno
- Balladyna – Renata Przemyk
- Pod niebem czas – Quidam
- Republika – Republika
- Wykopmy rasizm ze stadionów – różni wykonawcy
- Płyta roku – Shakin’ Dudi
- Soykanova – Stanisław Sojka
- Biesy i czady w Chicago – Stare Dobre Małżeństwo
- Kino objazdowe – Stare Dobre Małżeństwo
- Alkimja – Justyna Steczkowska
- Białe wakacje – Ścianka
- Emocjonalny terror – Tilt
- Muzyka ze słowami – Voo Voo
- Płyta – Voo Voo
- Tytus, Romek i A’Tomek wśród złodziei marzeń – Wojciech Waglewski
- 4 – Wilki
- ...Tam gdzie kończy się ulica... – Zbeer
- Forever – Złe Psy

### zagraniczne
- Stripped – Christina Aguilera
- Versus the World – Amon Amarth
- Ałyje parusa – Assol
- Infernal Live Orgasm – Belphegor
- Greatest Hits – Björk
- 1919 Eternal – Black Label Society
- Love for the Streets – Caesars Palace
- A Nod and a Wink – Camel
- Come with Us – The Chemical Brothers
- Readymades – Chumbawamba
- Testify – Phil Collins
- A New Day Has Come – Céline Dion
- Believe – Disturbed
- Ruff Ryders Presents – Drag-On – Drag-On
- The Bootleg Series Vol. 5: Bob Dylan Live 1975, The Rolling Thunder Revue – Bob Dylan
- Live at the Ritz – Elton John
- Greatest Hits 1970–2002 – Elton John
- The Eminem Show – Eminem
- Eve-Olution – Eve
- Up! – Shania Twain
- Up – Peter Gabriel
- Shenanigans – Green Day
- Josh Groban in Concert – Josh Groban
- Attention – GusGus
- Blue Wild Angel: Live at the Isle of Wight – Jimi Hendrix
- Zaman – Amal Hijazi
- Just Whitney… – Whitney Houston
- Reroute to Remain – In Flames
- Turn on the Bright Lights – Interpol
- The River Flows: Anthology Vol. 1 – Iona
- Rock in Rio – Iron Maiden
- Sessions 2000 – Jean-Michel Jarre
- Degradation Trip – Jerry Cantrell
- Tahamouni – Najwa Karam
- Untouchables – Korn
- Comalies – Lacuna Coil
- Let Go – Avril Lavigne
- Reanimation – Linkin Park
- J to tha L-O!: The Remixes – Jennifer Lopez
- This Is Me... Then – Jennifer Lopez
- Get Heavy – Lordi
- Warriors of the World – Manowar
- Victory – Modern Talking
- Charango – Morcheeba
- Under Rug Swept – Alanis Morissette
- Dust – Peter Murphy
- The N.W.A Legacy, Vol. 2 – N.W.A
- Century Child – Nightwish
- Nirvana – Nirvana (album również znany pod tytułem Best of 1988-1994)
- Heathen Chemistry – Oasis
- Tres Lunas – Mike Oldfield
- Deliverance – Opeth
- Riot Act – Pearl Jam
- M!ssundaztood – Pink
- Headspace – Pulse Ultra
- The Freddie Mercury Tribute Concert – Queen (podwójne DVD koncertowe)
- Greatest Video Hits 1 (podwójne DVD z teledyskami) – Queen
- Songs for the Deaf – Queens of the Stone Age
- By the Way – Red Hot Chili Peppers
- Darkest Before Dawn – Steve Roach
- A Gangster and a Gentleman – Styles P
- The Ballad Hits – Roxette
- Melody A.M. – Röyksopp
- ( ) – Sigur Rós
- Live From New York City, 1967 – Simon & Garfunkel
- Backwards – Soft Machine
- Murray Street – Sonic Youth
- Angels with Dirty Faces – Sugababes
- G.H.E.T.T.O. Stories – Swizz Beatz
- Steal This Album! – System of a Down
- Live in Midgård – Therion
- 30 Seconds to Mars – Thirty Seconds to Mars
- The Best of 1990–2000 – U2
- Deep River – Hikaru Utada
- Vanilla Ninja – Vanilla Ninja

## Muzyka poważna
- Leonardo Balada – Passacaglia na orkiestrę
- George Crumb – Eine Kleine Mitternachtmusik (Mała muzyka o północy) na fortepian
- Lukas Foss – For Aaron, Concerto for symphonic band
- Julian Gembalski – Nie lękajcie się na sopran i organy[2]
- Patrick Hawes – Blue in Blue
- John Kinsella – Cello Concerto
- Theo Loevendie – Clarinet Concerto
- Peter Maxwell Davies – Naxos Quartet No. 1

## Musical
- Chicago

## Film muzyczny
- 8. Mila

## Nagrody
- 23 kwietnia – Fryderyki 2001
- 25 maja – Konkurs Piosenki Eurowizji 2002:
  - „I Wanna”, Marie N
- 17 września – ogłoszenie zwycięzcy nagrody 2002 Panasonic Mercury Music Prize – Ms. Dynamite za album A Little Deeper[3]
- 18 października – Grand Prix Jazz Melomani 2001, Łódź, Polska